# Neobisium bernardi geronense
Neobisium bernardi geronense es una subespecie de arácnido  del orden Pseudoscorpionida de la familia Neobisiidae.

## Distribución geográfica
Se encuentra en Francia y  en España.